# Committed (película de 2011)
Committed es una película estadounidense de 2011 protagonizada por Andrea Roth, Richard Burgi y Peter MacNeill . En Latinoamérica se estrenó en noviembre en Studio Universal.

## Sinopsis
La psiquiatra Celeste Dupont (Andrea Roth) ha sufrido la pérdida de su prometido, Paul Bernard. Ella va a una clínica psiquiátrica en Melbourne. Allí tratan a los pacientes como "huéspedes". Ella cree que va allí a trabajar, pero luego de firmar unos papeles, se dará cuenta de que la están tratando como una huésped más. Luego la irán surgiendo pensamientos y sueños, cada vez que se intenta escapar un hombre de seguridad la atrapa y ella ve que está en una jaula, etc. Ella debe descubrir si son simples alucinaciones y se volvió loca o eso la están haciendo creer y nadie es quien parece. A pesar de estar con el prestigioso Doctor Quilley (Peter MacNeill) y con el psiquiatra Desmond (Richard Burgi), a ella le parece todo demasiado extraño y hará todo lo que sea por descubrir la verdad. Aunque su vida se convierta en una pesadilla.

## Reparto
- Andrea Roth es Celeste Dupont.
- Richard Burgi es Desmond.
- Peter MacNeill es Dr. Quilley.
- Liisa Repo-Martell es Donneymeade.
- David Patrick Green es Jones.
- Sebastian Pigott es Bobby Gow.
- Andy Trithardt es Bessemer.
- Linda Thorson es Isadora.
- Frank Moore es Fraser-Wilson.
- Stefen Hayes es Paul Bernard.
- Damien Atkins es Herbert.
- Kevin Power es Clarence Trump.
- Stewart Arnott es Lionel Roberts.
- Paul Fauteux es Evan.